# Bavayia robusta
Espèce
Statut de conservation UICN

 NT  : Quasi menacé
Bavayia robusta est une espèce de gecko de la famille des Diplodactylidae.

## Répartition
Cette espèce est endémique de Nouvelle-Calédonie.

## Description
C'est un gecko nocturne relativement massif de couleur grise, avec des bandes transversales irrégulières plus sombres sur le dos. La queue tire sur le marron-orangé.

## Publication originale
- Wright, Bauer & Sadlier, 2000 : Two new gecko species allied to Bavayia sauvagii and Bavayia cyclura (Reptilia: Diplodactylidae) from New Caledonia. Pacific Science, vol. 54, n. 1, p. 39-55 (texte intégral).